# Sex på kartan
Sex på kartan är en animerad undervisningsfilm om sex och samlevnad, som är avsedd att användas i de högre klasserna i grundskolan och början på gymnasiet. Den skapades i samarbete mellan RFSU och Utbildningsradion samt premiärvisades på Sveriges Television 17 januari 2011. Eksjö animation har animerat filmen. Filmen bygger bland annat på vanliga frågor som ungdomar ställt till UR:s och RFSU:s frågelådor, och är tänkt att användas som ett komplement till den övriga undervisningen i ämnet med tips på hur man kan använda den i lärarhandledningen.
Sex på kartan nominerades till det prestigefyllda tv-priset Kristallen i kategorin Årets barn- och ungdomsprogram, 2011.

## Rapportering i media om mottagandet av Sex på kartan
I media var tonen ofta positiv. Filmen har också visat sig vara mycket uppskattad bland skolungdomar. Syftet med filmen är bland annat att underlätta samtalet kring sex och samlevnad i undervisningen. Det var dock inte enbart hyllande reaktioner, filmen blev kritiserad för sin "känsloavskalade sexualkunskap".  Det hävdades även i debatten att filmen skapar ytterligare tabun genom att förutsätta att alla alltid vill ha sex. En realistisk tecknad samlagsscen mellan två minderåriga öppnade upp en diskussion kring om detta utgör barnpornografi. Det hävdades även att materialet är alltför avancerat för sin relativt unga målgrupp och uppmuntrar till en för tidig sexdebut.
Filmen skapade debatt på nätet redan innan den visades, eftersom rasister reagerade på att filmen skildrar en sexuell situation mellan en mörkhyad pojke och en mer ljushyad flicka. Många rasistiska forum och webbsidor reagerade starkt och det förekom hot mot producenterna av filmen. Filmen har även diskuterats i kristna tidningar och bloggar. Sex med olika partners, en "gruppsexbild" och ett "fokus på könen" har lett till att andra grupper har reagerat och velat skapa eget utbildningsmaterial som skall kunna användas, till exempel ifråga om kristen grundsyn. Debattören Roland Poirier Martinsson menade att filmen är statlig sexpropaganda och att staten ska hålla sig neutral i en fråga där det är naturligt att medborgare har olika åsikter.